# Atlanta Rhythm Section
Gli Atlanta Rhythm Section (nome abbreviato talvolta in ARS) sono un gruppo southern rock statunitense formatosi nel 1971 in Georgia.

## Formazione

### Formazione attuale
- Rodney Justo - voce (1971-1974;2005-presente)
- David Anderson - chitarra (2007-presente)
- Steve Stone - chitarra (1986-1988; 2006-2009; 2018-presente)
- Justin Senker – basso (1992–2011; 2014–presente)
- Lee Shealy – tastiera (2020–presente)
- Rodger Stephan  - batteria (2016-presente)

### Ex membri storici
- Dean Daughtry - tastiere (1971-2020; morto nel 2023)
- James B. Cobb Jr., chitarra, tastiera (1972-1987; morto nel 2019)
- Ronnie Hammond, tastiera (1975-1985; morto nel 2011)
- Barry Bailey, chitarra (1973-1983; morto nel 2022)
- Buddy Buie, voce (1975-1979; morto nel 2015)
- Paul Goddard, basso (1971-1988; morto nel 2014)
- Robert Nix, batteria (1971-1983; morto nel 2012)
- Brendan O'Brien, tastiera (1987-1992)
- Roy Yeager, batteria (1983-1995)
- Jim Keeling - batteria (1999-2016)

## Discografia

### Album in studio
- 1972 - Atlanta Rhythm Section
- 1973 - Back Up Against the Wall
- 1974 - Third Annual Pipe Dream
- 1975 - Dog Days
- 1976 - Red Tape
- 1977 - A Rock and Roll Alternative
- 1978 - Champagne Jam
- 1979 - Underdog
- 1980 - The Boys from Doraville
- 1981 - Quinella
- 1989 - Truth in a Structured Form
- 1999 - Eufaula
- 2010 - Sleep with One Eye Open
- 2012 - With All Due Respect

### Album dal vivo
- Are You Ready! (1979)
- Partly Plugged (1997)
- Live at The Savoy, New York October 27, 1981 (2000)
- Extended Versions (2011)

### Raccolte
- 1991 - The Best of Atlanta Rhythm Section
- 1996 - Atlanta Rhythm Section '96
- 2000 - 20th Century Masters – The Millennium Collection: The Best of Atlanta Rhythm Section
- 2007 - Anthology: Greatest & Latest
- 2012 - From the Vaults